# Hotel Faena (Buenos Aires)
El Faena Hotel Buenos Aires, es un hotel de lujo situado en la ciudad de Buenos Aires. Ocupa un edificio histórico del barrio de Puerto Madero. Fue inaugurado en 2004 por el empresario hotelero Alan Faena.

## Historia

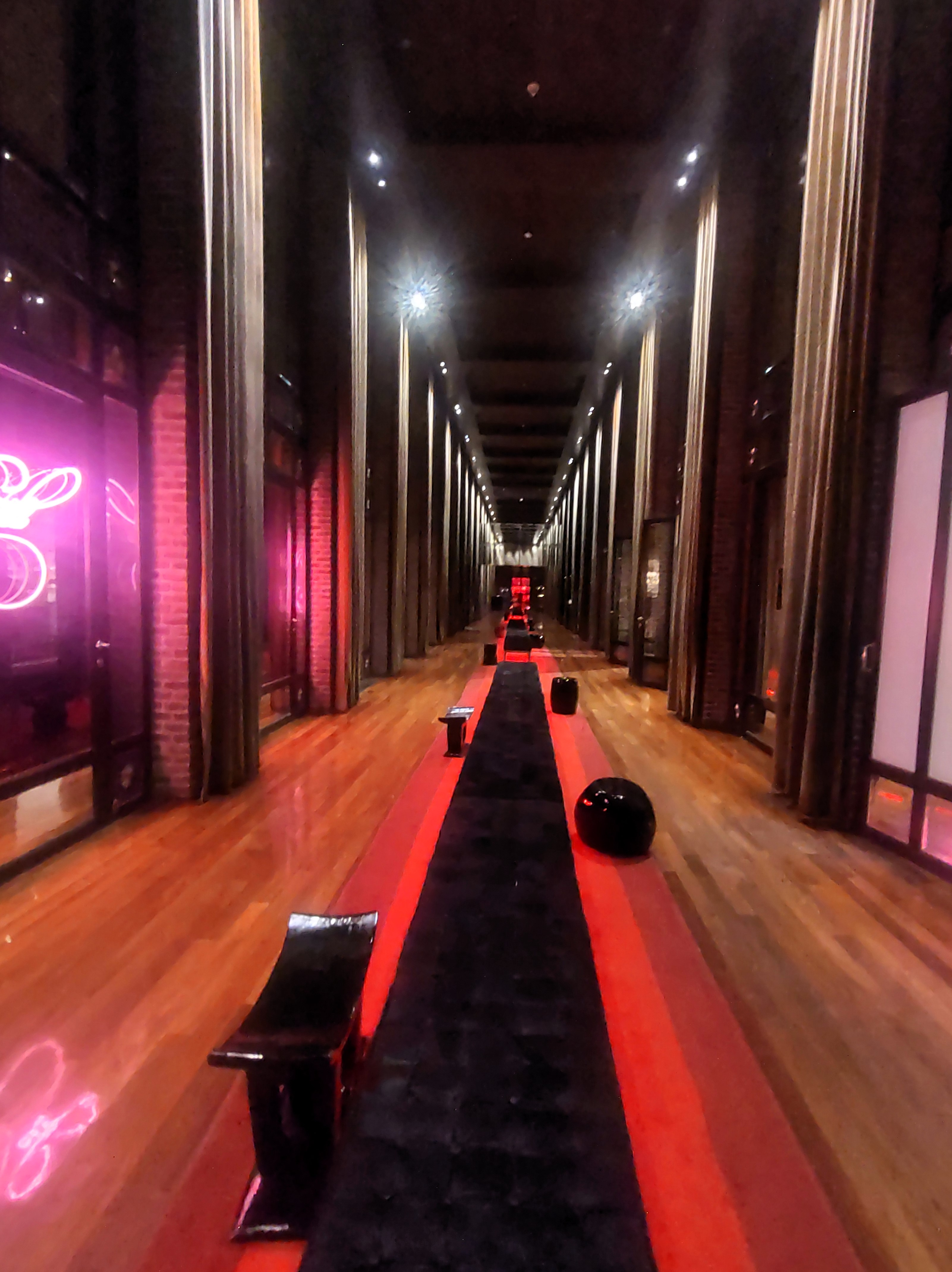
Corredor distribuidor de entrada al hotel

El lote donde se encuentra el hotel fue adquirido originalmente en 1902 por la empresa argentina Bunge & Born, propietaria de uno de los mayores molinos de trigo del país, Molinos Río de la Plata.
El edificio medía 25.000 m 2  y fue construido con ladrillos importados de Mánchester. En 1911, la construcción de un nuevo muelle fuera del barrio supuso su gradual abandono. El edificio, El Porteño, como se lo conocía localmente, estuvo a punto de ser demolido.
Fue salvado del derribo gracias a la acción de asociaciones locales de preservación cultural. Posteriormente, el edificio fue comprado por el empresario hotelero y ex-diseñador de moda, Alan Faena, en una inversión cifrada en 40 millones de dólares.
El interior del hotel fue diseñado por Philippe Starck, quien junto a Alan Faena, desarrolló la estructura con 88 habitaciones y 80 unidades residenciales. El hotel cuenta con tres  restaurantes, El Mercado, Bistro Sur, y El Cabaret además de contar con un bar, salones de comedor privado y un spa. 
El hotel forma parte de un área urbana remodelada por el arquitecto británico Norman Foster dentro del barrio de Puerto Madero que incluye apartamentos de lujo completados en 2013.